# Rabenschrey
 Rabenschrey is een Duitse Medieval band uit Noordrijn-Westfalen.

## Bandgeschiedenis
De band werd in 2000 door Peter Herbertz („Donar von Rabenschrey“) en O'Connor opgericht. Zang speelt een grote rol in de muziek van de band, evenals Luiten en slagwerk.De band omschrijft hun stijl zelf als heidense middeleeuwse folksmuziek
Naast optredens op Middeleeuwse markten, zoals er veel worden georganiseerd in Duitsland, speelt de band ook vaak in club en op festivals. Zo speelden zij in 2006 op het Wave-Gotik-Treffen 2006 in Leipzig, Burgfolk-Festival 2007 in Mülheim, Veldensteiner Festival 2007. In 2008 staat onder andere het M'era luna festival in Hildesheim op het programma.
Rabenschrey is bij "Totentanz" (dodendans), en label van de platenfirma "Soulfood" onder contract.

## Discografie
- Der verwunschene Eichenwald (2000)
- Zeitlose Barden (2001)
- Heidenspaß und böse Zungen (2003)
- Donnerhall (2006)
- Neue Heiden (2007)
- Im neuem Gewand (2008)